# 方舟动物园
方舟动物园是一款供1-4人游玩的桌面游戏，2021年出版，开发者是Mathias Wigge。游戏中玩家通过吸引动物入驻和获取保护项目点数来建造最繁荣的动物园。

## 游戏机制
在游戏中，玩家将对自己的动物园采用现代化设计，并进行科学管理。通过建造围场、容纳动物以及支持世界各地的保护项目来达成终极目标——最成功的动物学机构。各种专家和独有建筑也会令你的动物园获益良多。
每个玩家有5张行动牌作为游戏行动的基础，行动的强度取决于卡牌的当前顺位。5张行动牌分别是：
- 抽牌：获取新的动物牌、赞助商牌和保护项目牌。
- 建造：营造标准围场、特殊围场、贩售亭和休憩亭。
- 动物：吸引并容纳动物到园中。
- 协会：用协会会员执行各种任务。
- 赞助商：可以打赞助商卡牌或者获取现金。

来自出版商的话：方舟动物园的核心是255张完全不重复的卡牌，代表各种动物、专家、特殊建筑和保护项目，每一张牌的能力各不相同。请利用他们来为你的动物园增加魅力和科学声望，并收集保护点数。

## 地图
方舟动物园原版一共有8张地图，地图扩展包1中提供了额外的2张地图。
| 地图         | 特殊功能                                               | 扩展包      |
| ------------ | ------------------------------------------------------ | ----------- |
| 户外营地     | 挨着营地的围栏容量+2                                   |             |
| 商业港口     | 连接后每回合可以以3元价格卖1张牌                       |             |
| 研究院       | 连接后打动物牌时可以忽略一个条件                       |             |
| 冰淇淋甜品店 | 所有的贩售亭被覆盖后，每个贩售亭+1收益                 |             |
| 银湖         | 湖的周边有大量金钱奖励                                 |             |
| 观测塔       | 挨着观测塔的围栏入住动物时+2魅力                       |             |
| 好莱坞山     | 所有的H标记被覆盖后，打赞助商时牌需要的强度-1          |             |
| 主题餐厅     | 主题餐厅周边被覆盖的每个格子提供1收入                  |             |
| 地理动物园   | 每次放置动物到对应大洲区域时，可以选一个奖励           | 地图扩展包1 |
| 急救站       | 覆盖地图上的刨挖奖励时可执行刨挖，弃牌上的标记视为有效 | 地图扩展包1 |

## 动物列表[部分]
| 动物                                                                     | 来源大洲 | 动物种类 |
| ------------------------------------------------------------------------ | -------- | -------- |
| 婴猴，白领白眉猴，环尾狐猴，东非黑白疣猴，地中海猕猴                     | 非洲     | 灵长类   |
| 长鼻猴，山魈，日本猕猴，白臀叶猴，郁乌叶猴，邦加跗猴，长尾叶猴           | 亚洲     | 灵长类   |
| 巴拿马白面卷尾猴，棕蜘蛛猴，金狮面狨，帚吼猴，厄瓜多尔松鼠猴，绒顶怪柳猴 | 美洲     | 灵长类   |
| 猎豹，狮子，豹，狞猫，耳廓狐                                             | 非洲     | 食肉动物 |
| 东北虎，苏门答腊虎，懒熊，马来熊，黄喉貂                                 | 亚洲     | 食肉动物 |
| 棕熊，美洲豹，美洲狮，南美浣熊，浣熊                                     | 美洲     | 食肉动物 |
| 欧洲棕熊，狼，欧亚猞猁，狗獾，白鼬                                       | 欧洲     | 食肉动物 |
| 新澳毛皮海獅，澳洲海狮，新西兰海狮，澳洲野犬，袋獾                       | 大洋洲   | 食肉动物 |
| 尼罗鳄，西部绿曼巴蛇，苏卡达象龟，白喉巨蜥，彩虹飞蜥                     | 非洲     | 爬行动物 |
| 印度蟒，眼镜王蛇，科莫多巨蜥，高冠变色龙，長鬣蜥                         | 亚洲     | 爬行动物 |
| 美洲鳄，南美宽吻鳄，加拉帕戈斯象龟，森蚺，紅尾蚺                         | 美洲     | 爬行动物 |
| 欧洲泽龟，极北蝰，壁蜥，水游蛇，蛇蜥                                     | 欧洲     | 爬行动物 |
| 湾鳄，砂巨蜥，褶伞蜥，内陆太攀蛇，澳洲魔蜥                               | 大洋洲   | 爬行动物 |